# Отровна биљка
„Отровна биљка” је југословенски ТВ филм из 1964. године. Режирао га је Љубомир Радичевић а сценарио је написао Момчило Миланков.

## Улоге
| Глумац           | Улога |
| ---------------- | ----- |
| Мирјана Коџић    |       |
| Васа Пантелић    |       |
| Станислава Пешић |       |
| Виктор Старчић   |       |
| Љуба Тадић       |       |
| Стево Жигон      |       |